# Жетысу (газета)
«Жетысу» (каз. Жетісу) — казахстанская общественно-политическая газета, орган Алматинской областной администрации. Издаётся на казахском языке. Выходит с 21 июня 1918 года.
Первый номер увидел свет под названием «Жетісу ісші халық мұқбыры» («Вестник рабочего народа Жетысу»). Всего под этим названием вышел 41 номер. В декабре 1918 года газета меняет название на «Көмек» («Содействие») и начинает выходить 2 раза в неделю. Тираж первого выпуска обновлённой газеты насчитывал 1500 экземпляров и распространялся бесплатно. В 1920 году название газеты меняется дважды: 4 января — на «Ұшқын» («Искра»), а 1 ноября — на «Бұқара» («Бедняк»). В 1922 году вновь происходят две смены названия: сперва на «Кедей еркі» («Воля бедняка»), под которым выходят 25 номеров, а затем, с 18 августа, на «Тілші» («Корреспондент»).
В 1929 году газета прекратила существование в результате слияния с главной газетой КазАССР «Еңбекші қазақ» («Казахский труженик»; современное название — «Егемен Казакстан»). Однако уже в 1934 году издание возобновилось под названием «Сталин жолы» («Сталинский путь»). В 1954 году, в ходе первого этапа хрущёвской десталинизации, газету переименовали в «Коммунизм таңы» («Заря коммунизма»). Современное название «Жетысу» появилось в 1963 году.
Редакторами в разные годы были С. Есова, И. Таиров, К. Абдуллин, С. Оспанов и др. В начале 1920-х годов в газете работал известный казахский поэт Ильяс Джансугуров, а с 1963 по 1966 годы — писатель Дукенбай Досжан.
В 2001 году редакция газеты была перенесена из Алматы в Талдыкорган, ставший новым центром Алматинской области. Однако в Алматы продолжил работу корреспондентский отдел. Объём газеты был увеличен с 4 до 24 страниц.
На 27 июня 2018 года запланировано мероприятие в талдыкорганском парке «Жастар», посвящённое 100-летию старейших печатных изданий Семиречья — газет «Жетысу» и «Огни Алатау».

## Награды
- Благодарность Президента Республики Казахстан в области средств массовой информации (26 июня 2015 года) — за глубокое и всестороннее освещение хода выполнения государственных программ в регионе[6].